# 루이스 아드리아누
루이스 아드리아누 지 소자 다 시우바(포르투갈어: Luiz Adriano de Souza da Silva, 1987년 4월 12일 ~ )는 루이스 아드리아누로 불리는 브라질의 축구 선수로 현재 캄페오나투 브라질레이루 세리이 A의 인테르나시오나우에서 스트라이커로 뛰고 있다.